# アマランス (バンド)
アマランス（Amaranthe）は、スウェーデン出身のメタルコア・バンド。
男女3人のスクリーム・ボーカル、クリーン・ボーカルを擁するモダンなエレクトロニコア・スタイルで活動している。

## 概要・略歴
当初のバンド名は「Avalanche」であったが、同名バンドが存在したため、現行名「Amaranthe」に改名した。
2011年4月に1stアルバム『Amaranthe』でデビュー。7月に初来日公演を行い、10月には『LOUD PARK 11』に出演している。
2013年3月に2ndアルバム『The Nexus』をリリースし、5月に二度目の単独来日公演を行なった。10月18日にアンドレアス・ソルヴェストローム(Vo)が脱退し、後任にスカーポイントで活動歴のあるヘンリク・エングルンドが加入した。
2014年10月に3rdアルバム『Massive Addictive』をリリースし、16日に来日。17日にアルバム発売記念サイン会を行い、18日にLOUD PARK 14に出演。
2015年7月に三度目の単独来日公演を行った。
2016年9月にはハロウィンの来日ツアー公演のオープニングアクトとして出演し、10月に4thアルバム『Maximalism』をリリース。
2017年2月8日にジェイク・E(Vo)が脱退し、ニルス・モーリン(Vo)に交代。
2018年、5thアルバム『HELLIX』をリリース。
2019年10月、新たに「ニュークリア・ブラスト」と契約したことを発表。
2022年6月、ヘンリック・エングルンド・ヴィルヘルムソン（グロウリング）が、「家族との時間を優先させること」や「バンド活動が『やらなきゃならない仕事』になってしまい楽しめなくなったこと」を理由にバンドからの脱退を発表した。
2023年6月、新たなグロウル・ボーカリストとしてデグレイデッドやエンゲルなどで活動しているミカエル・セーリン (Mikael Sehlin)の加入と新体制発足後初となるニューシングル「Damnation Flame」のリリースを発表した。

## メンバー

### 現ラインナップ
- エリーゼ・リード (Elize Ryd) - リード・ボーカル (2008年 - )
- ニルス・モーリン (Nils Molin) - ボーカル (2017年 - )
- ミカエル・セーリン (Mikael Sehlin) - グロウル (2023 - )
- オロフ・モルク (Olof Mörck) - ギター/キーボード (2008年 - )、ベース (2008年 - 2009年)
- ヨハン・アンドレアセン (Johan Andreassen) - ベース (2009年 - )
- モルテン・ローヴェ・ソレンセン (Morten Løwe Sørensen) - ドラムス (2008年 - )

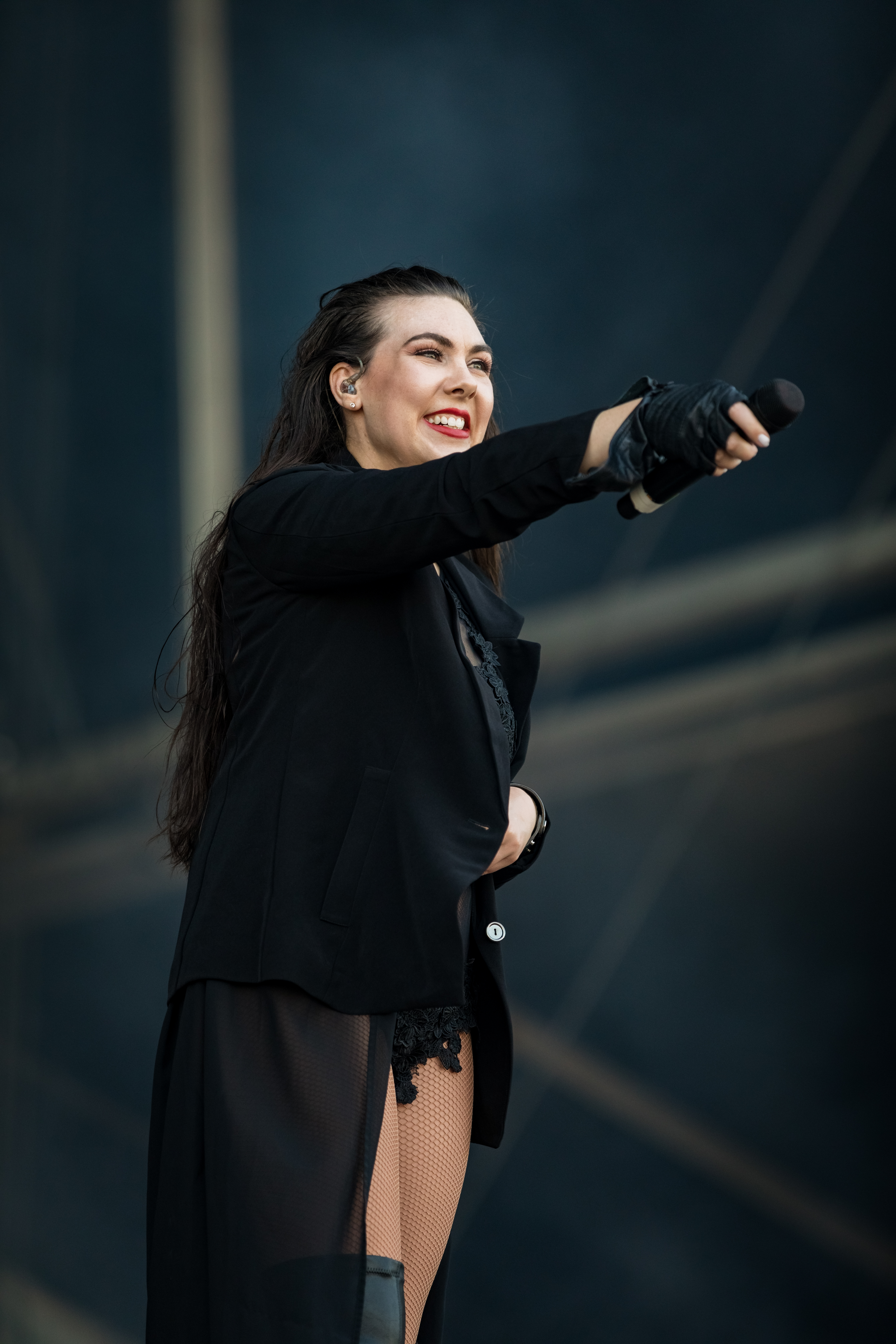
エリーゼ・リード(Vo) 2018年
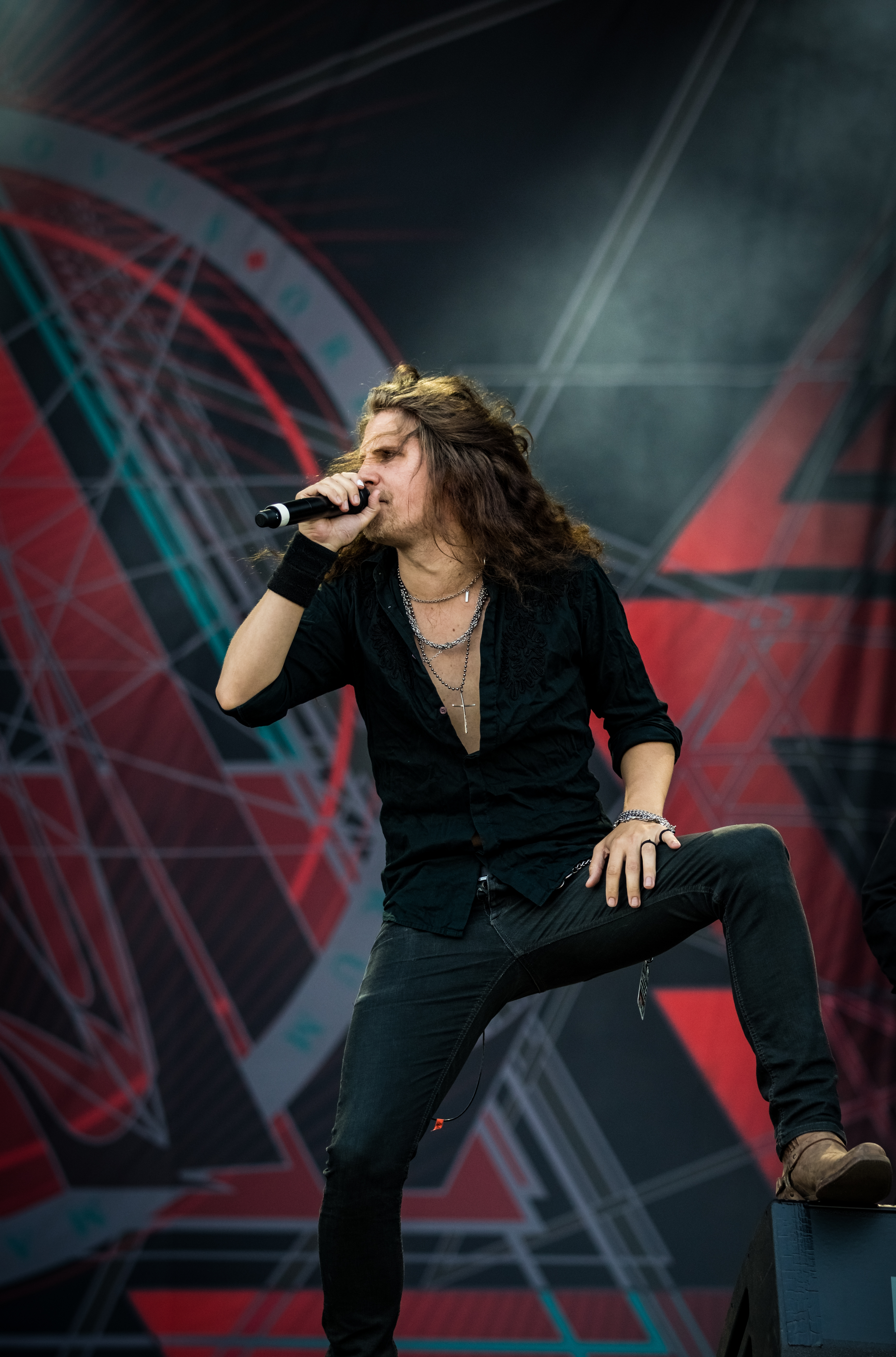
ニルス・モーリン(Vo) 2018年
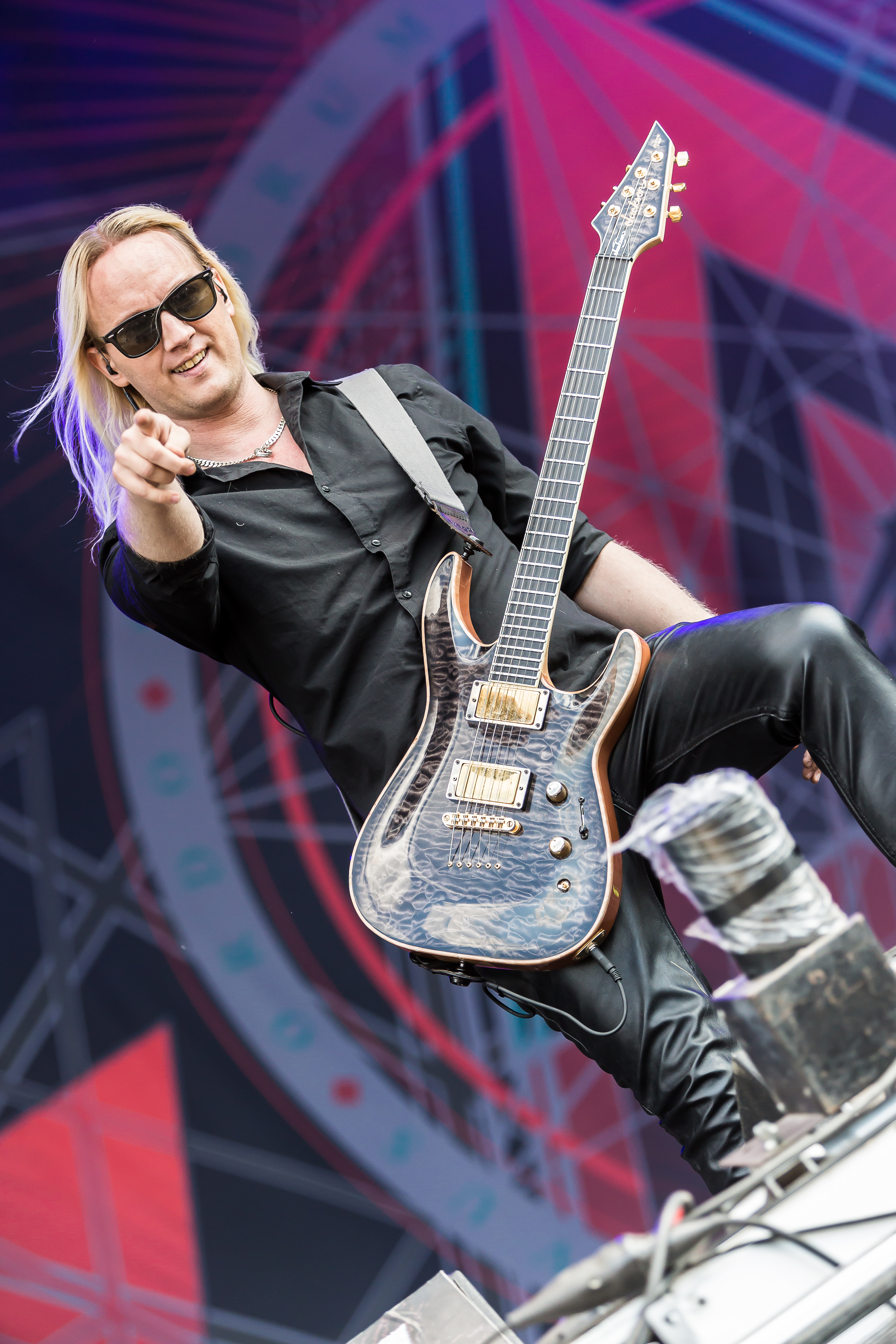
オロフ・モルク(G) 2018年
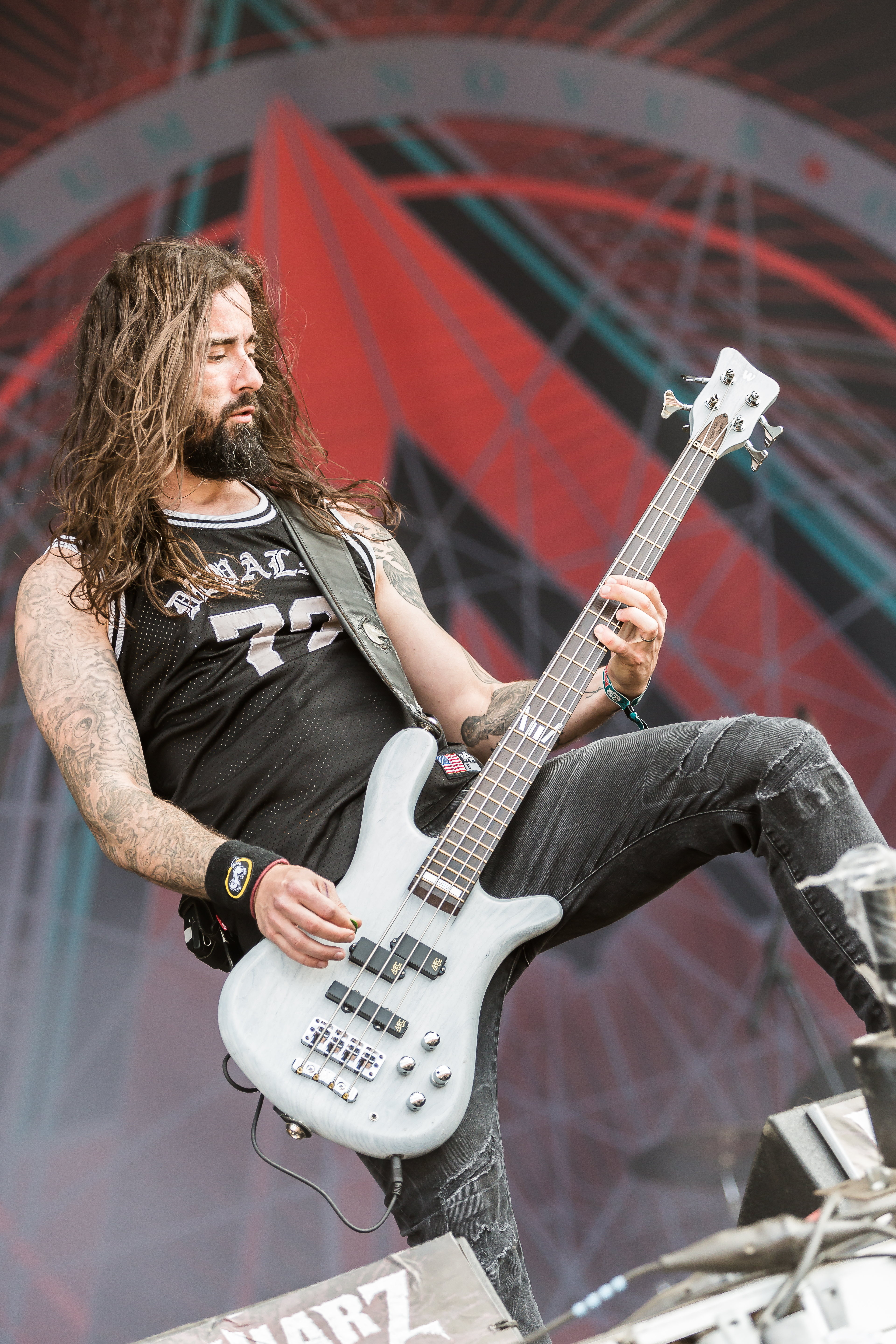
ヨハン・アンドレアセン(B) 2018年
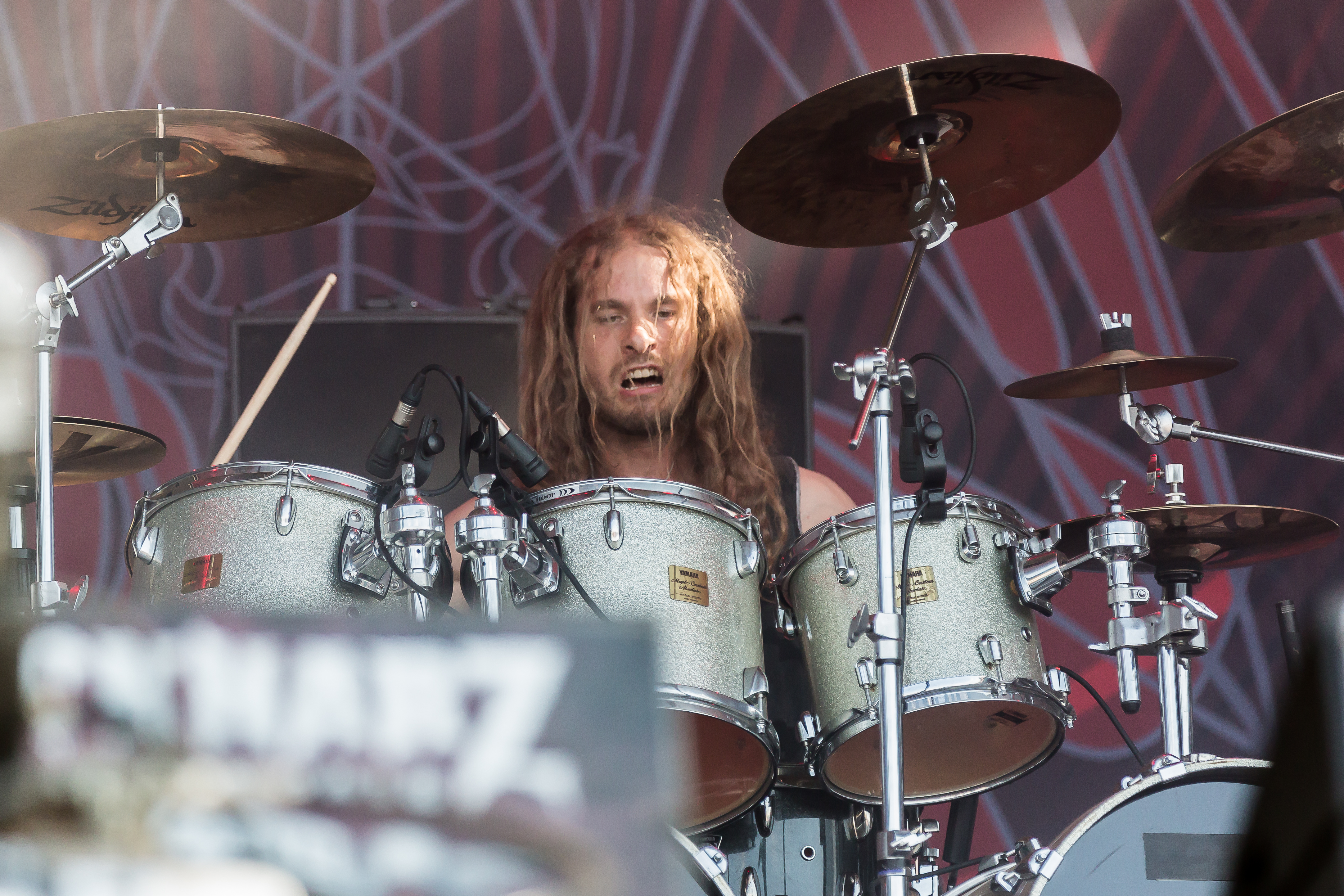
モルテン・L・ソレンセン(Ds) 2018年

### 旧メンバー
- アンドレアス・ソルヴェストローム (Andreas Solveström) - グロウル (2008年 - 2013年)
- ジェイク・E (Joacim "Jake E" Lundberg) - ボーカル (2008年 - 2017年)

脱退後はイェスパー・ストロムブラード（ギター、元イン・フレイムス）、ピーター・イワース（ベース、元イン・フレイムス）、アレックス・ランデンバーグ（ドラム、元ラプソディー、アナイアレイター）と結成した「Cyhra（サイラ）」やディーヴァ・サタニカ（ボーカル、元NERVOSA）、ジェン・マジューラ（ギター、元エヴァネッセンス）、トム・ナウマン（ギター、プライマル・フィア）、ミッチ・クンツ（ベース）、アッデ・ラーソン（ドラム）と結成した『HOW WE END』として活動。
- ヘンリク・エングルンド・ヴィルヘルムソン (Henrik Englund Wilhelmsson) - グロウリング (2013年 - 2022年)

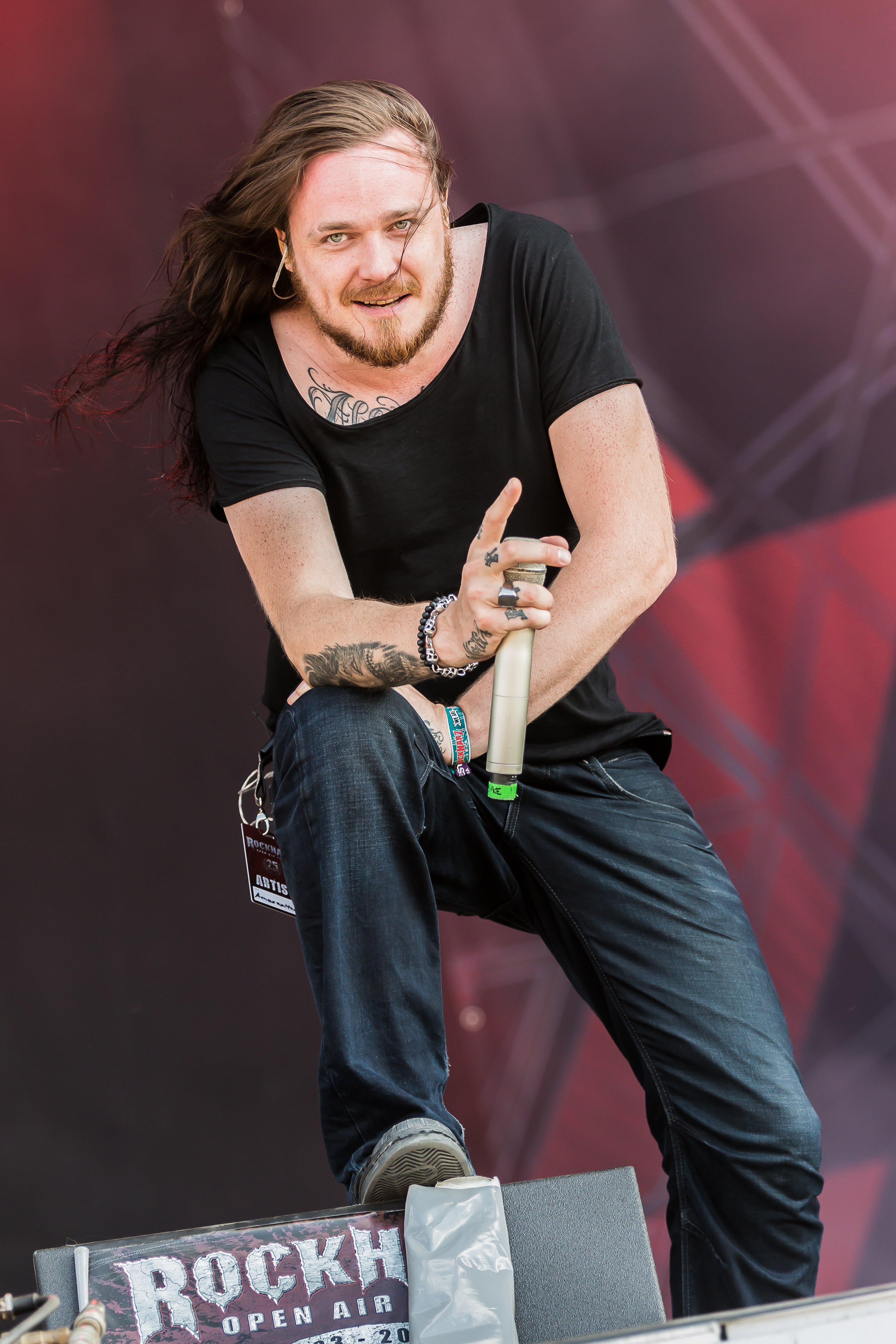
ヘンリク・エングルンド(Vo) 2018年

## 作品

### スタジオ・アルバム
- アマランス - Amaranthe（2011年）
- ザ・ネクサス - The Nexus（2013年）
- MASSIVE ADDICTIVE - Massive Addictive（2014年）
- MAXIMALISM - Maximalism（2016年）
- ヘリックス - Helix（2018年）
- Manifest - Manifest（2020年）※日本先行発売[15]
- THE CATALYST - The Catalyst（2024年）※日本先行発売[16]

## 来日公演

### 単独公演
2011年
- 7月1日（金）東京 原宿ASTRO HALL

2013年
- 5月14日（火）東京 渋谷CLUB QUATTRO
- 5月15日（水）東京 渋谷CLUB QUATTRO
- 5月17日（金）大阪 梅田CLUB QUATTRO

2014年
- 10月17日（金）『Massive Addictive』発売記念サイン会

2015年
- 7月16日（木）大阪 BIGCAT
- 7月17日（金）東京 渋谷TSUTAYA O-EAST

### フェス
- 2011年 LOUD PARK 11（10月15日、さいたまスーパーアリーナ[20][21]）
- 2014年 LOUD PARK 14（10月18日、さいたまスーパーアリーナ[22][23]）
- 2019年 DOWNLOAD JAPAN 2019（3月21日、幕張メッセ国際展示場[24][25]）
- 2023年 LOUD PARK 2023（3月26日、幕張メッセ[26]）

### ゲスト参加
2016年
「HELLOWEEN JAPAN TOUR 2016」
- 9月21日（水）大阪 なんばHATCH
- 9月23日（金）名古屋 DIAMOND HALL
- 9月26日（月）東京 EX THEATER ROPPONGI
- 9月27日（火）東京 新木場STUDIO COAST